# Ludvík Kuba

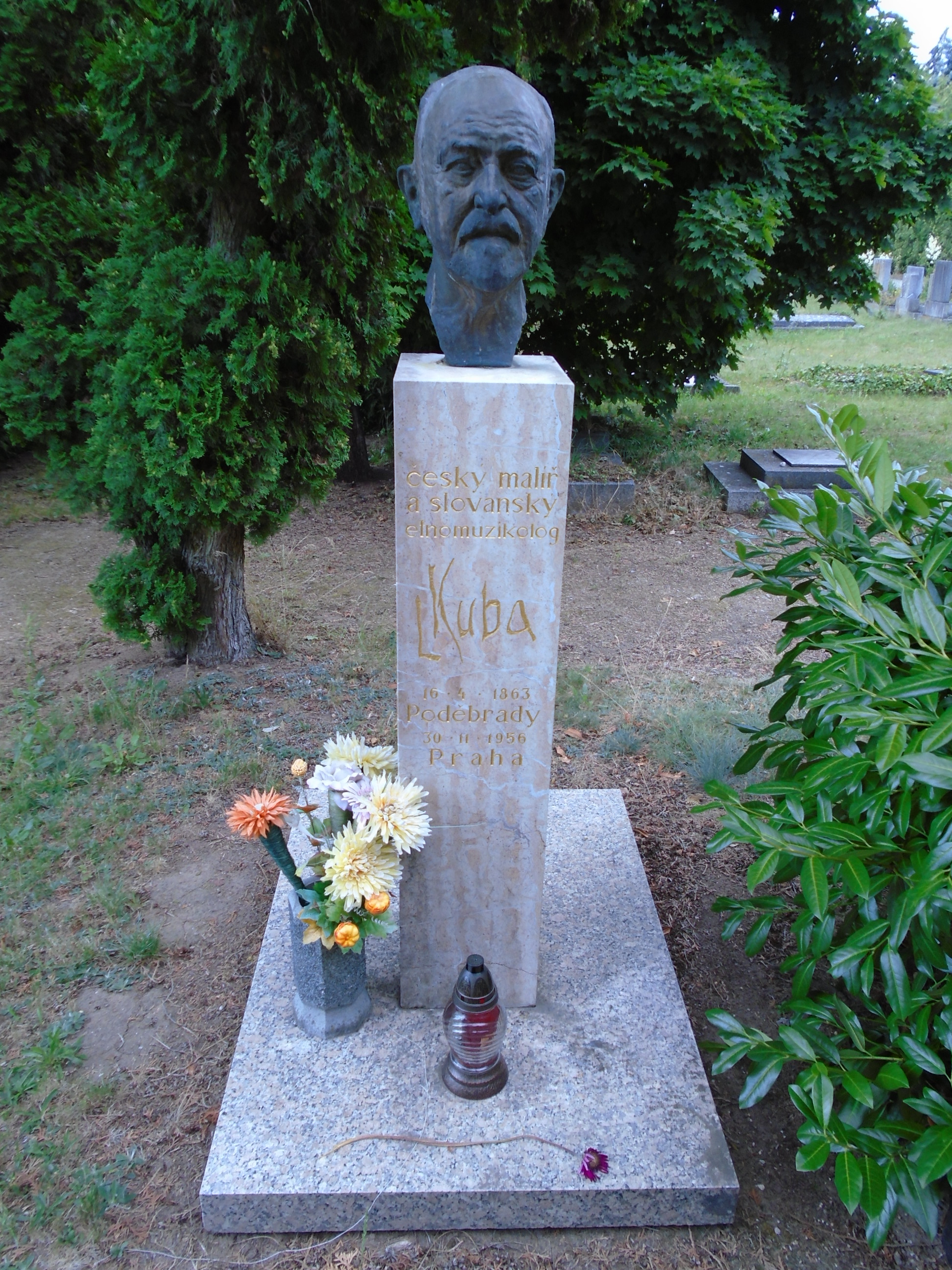
Bysta a náhrobek malíře a muzikologa Ludvíka Kuby na hřbitově v Poděbradech

Ludvík Kuba (16. dubna 1863 Poděbrady – 30. listopadu 1956 Praha) byl český folklorista, spisovatel a malíř.

## Život
Narodil se jako druhé z jedenácti dětí zámečníka Ludvíka Kuby a jeho manželky Anny, roz. Mikšovské. Už od mládí projevoval umělecké sklony a ze sourozenců si nejlépe rozuměl se svým bratrem Karlem, který se později stal uměleckým kovářem. Kromě kreslení měl zálibu i v hudbě, postupně se naučil hrát na housle, klavír, varhany a další hudební nástroje. Od roku 1873 navštěvoval měšťanskou školu v Poděbradech.
V letech 1877–1879 studoval na pražské varhanické škole u Františka Zdeňka Skuherského. Další studium absolvoval na učitelském ústavu v Kutné Hoře, kde byl v té době ředitelem Gustav Adolf Lindner. Často zde maloval zákoutí historického města i jeho okolí a svými obrázky přispíval do časopisů. Zároveň se začal zabývat samostudiem slovanských jazyků, což velice dobře zhodnotil při svých etnografických a folkloristických aktivitách. Po ukončení studia v roce 1883 pracoval dva roky jako podučitel a intenzivně pracoval na prvním dílu sbírky Slovanstvo ve svých zpěvech, který vyšel v roce 1884. Ve stejném roce se rozhodl opustit učitelskou dráhu a věnovat se profesi národopisce a literáta. Podnikal časté studijní cesty na Lužici, do Haliče, na Ukrajinu a do Ruska. Nejčastěji však jezdil na Balkán, do Černé Hory na do Bosny a Hercegoviny.
Od roku 1888 si doplňoval malířské vzdělání u Karla Liebschera a na jeho doporučení nastoupil v roce 1891 na pražskou malířskou akademii u Maxe Pirnera. V roce 1893 odjel do Paříže, kde studoval malířství na soukromé Julianově akademii. Roku 1895 se oženil a brzy po svatbě odjeli manželé na roční pobyt do Mostaru, kde chtěl Kuba malovat cyklus Slovanstvo v obrazech. K tomu ale nedošlo, protože se mu zdálo, že pro tento úkol ještě dostatečně neovládá techniku olejomalby.
Rozhodl se proto studovat dále malířství, tentokrát v Mnichově, ve škole slovinského malíře Antona Ažbeho. Od roku 1904 žil Kuba ve Vídni, kde se stal členem uměleckého sdružení Hagenbund, a v roce 1910, před návratem do vlasti, podnikl tříměsíční cestu po Itálii, kde navštívil významná umělecká centra, Benátky, Florencii, Řím a Neapol.
Od roku 1911 žil trvale v Praze. Pro určité neshody s uměleckým spolkem Mánes se věnoval především etnografické činnosti, za kterou se mu v průběhu let dostávalo řady uznání a ocenění ve vlasti i v zahraničí. Nadále podnikal studijní cesty a pracoval na dalších dílech své sbírky Slovanstvo ve svých zpěvech.
Do roku 1921 jezdil pravidelně s rodinou do Březnice u Příbrami, odkud pocházela jeho manželka, do domku jejích rodičů. Zde maloval žánrové obrázky z města i blízkého okolí. Podnikal odtud také výjezdy za malířskými náměty do různých koutů jižních Čech.
V roce 1937 se zúčastnil jako člen oficiální delegace výstavy československého umění v Moskvě. Za svůj dlouhý život shromáždil bohatý obrazový materiál a téměř až do konce života pořádal také výstavy svých malířských děl.

### Rodinný život
Na studijní cestě do Paříže v roce 1893 potkal krajanku Olgu Joujovou (1870–11. dubna 1952) která se 7. října 1895 stala v Českých Budějovicích jeho ženou. Manželé Kubovi měli jediného syna Ludvíka (1904–1996).
Zemřel v Praze 30. listopadu 1956 ve věku 93 let. Urna s jeho popelem byla v držení jeho jediného syna Ludvíka Maria Kuby a v roce 1992 byla uložena v urnovém háji v Kluku (Poděbrady).

## Dílo
Kuba studoval slovanské národy, aby poznal jejich hudbu, hudební nástroje a zvyky. Představil je umělecky i obsahově na plátně i ve svých knihách, čímž je zdokumentoval pro další generace. Rozsáhlá sbírka hudebnin Slovanstvo ve svých zpěvech (v 16 jazycích) svědčí o jeho dlouholeté etnografické tvorbě. Podobnou dokumentaci vytvořil v dalších pěti knihách Čtení o Lužici, Čtení o Starém Srbsku, Čtení o Makedonii, Čtení o Dalmácii, Čtení o Bosně a Hercegovině.
Na svých cestách po Evropě sledoval a zaznamenával všední den obyvatel a naslouchal jim. To ztvárnil v knihách Cesty za slovanskou písní, Zaschlá paleta a Křižem kražem slovanským světem. Velká část zvyků a obyčejů, které zaznamenal, je dnes již pohřbena v propadlišti dějin.
Kuba navštívil Lužické Srby poprvé v roce 1886 a potom ještě třikrát v letech 1903, 1922 a 1923. Při svých cestách také vytvořil mnoho maleb lužickosrbských osobností, které dnes tvoří základ lužickosrbské galerie.
Z výstavy jeho malířských děl z těchto cest, uspořádané v roce 1924 v Praze, zakoupilo ministerstvo školství 56 obrazů, což znamenalo pro umělce určitou finanční satisfakci a možnost pokračovat ve své práci.
Věnoval se též publikační činnosti, články a fejetony zveřejňoval v časopisech Květy, Osvěta, Lumír, Národní listy, Zlatá Praha a další.
Kromě studia slovanských národů se věnoval Ludvík Kuba také důkladnému studiu východní filosofie a umění. Osvojil si čínštinu a i když v Číně nikdy nebyl, shromáždil prostřednictvím svých přátel hodnotnou sbírku čínského a japonského umění, jejíž část je uložena v Náprstkově muzeu.
Ludvík Kuba je označován jako umělec dvou století. Ve své malířské tvorbě byl ovlivněn impresionismem a secesí.

### Publikace
- 1884 – 1928 Slovanstvo ve svých zpěvech
- 1925 Čtení o Lužici
- 1932 Čtení o Starém Srbsku
- 1932 Čtení o Makedonii
- 1933 Cesty za slovanskou písní
- 1936 Čtení o Dalmacii
- 1937 Čtení o Bosně a Hercegovině
- 1946 Moje Čína
- 1955 Zaschlá paleta
- 1956 Křížem krážem slovanským světem, Praha
- 2012 Čtení o Polabských Slovanech (eds. Petra Kaleta, Jiří Žůrek), vyd. Společnost přátel Lužice, Praha

### Významná malířská díla
- 1892 Bramboříky
- 1906 V zeleném pokoji
- 1906 Mezi růžemi
- 1923 Nevěsta Mina Bobkova
- 1942 Hyacint na tmavém pozadí
- 1946 Autoportrét: Moje paleta

### Výstavy (výběr)
- 1904 Ludvík Kuba (autorská výstava), Poděbrady[7]
- 1909 Ludvík Kuba (autorská výstava), Poděbrady[7]
- 1909 Ludvík Kuba (jiná role), Kolín
- 1917 Ludvík Kuba (autorská výstava), Lázeňská kolonáda, Poděbrady[7]
- 1924 Ludvík Kuba: Z Lužice, Praha
- 1929 Za tři roky. Slovanstvo Balkáni, Slovenska a Podkarpatské Rusi. Topičův salon,Praha[8]
- 1948 Ludvík Kuba: Za půl století, Salon Výtvarné dílo, Praha
- 1953 Lid slovanských zemí v obrazech Ludvíka Kuby (k 90. narozeninám umělce), Praha
- 1981 Výtvarné práce Ludvíka Kuby z období secese, Březnice
- 1989 Ludvík Kuba: Zátiší z let 1933 – 1955, Březnice
- 1993 Ludvík Kuba: Medailon, Galerie Ludvíka Kuby Poděbrady, výstava obrazů z let 1893–1955.
- 2003 Ludvík Kuba: Z mého života, Polabské muzeum, Poděbrady
- 2012 Ludvík Kuba (grafika), Galerie Klementinum, Praha
- 2013 Ludvík Kuba – Poslední impresionista, Salmovský palác, Praha[9][10]
- 2023 Ludvík Kuba (1863-1956) Aneb neseď na dvou Židličkách, Polabské muzeum, Poděbrady

## Ocenění
Ludvík Kuba získal ve slovanských zemích velké uznání. Byl jmenován čestným občanem několika měst doma i v zahraničí. V roce 1923 získal srbský Řád svatého Sávy. V roce 1930 mu byl udělen bulharský řád III. stupně a v roce 1931 bulharská Serafova cena. V roce 1935 se stal členem jihoslovanské akademie v Záhřebu a roku 1945 mu čestné občanství udělila národní a kulturní organizace Domowina.
Další ocenění:
- 1936 čestný doktorát Univerzity Karlovy
- 1937 řádný člen České akademie věd a umění
- 1945 národní umělec ČSR
- 1945 čestný profesor Akademie výtvarných umění v Praze
- 1945 čestný člen Svazu českých hudebníků

## Zajímavosti
Jméno Ludvíka Kuby nesou ulice v několika městech, galerie v Poděbradech, v Březnici a také sady v Poděbradech.

## Galerie

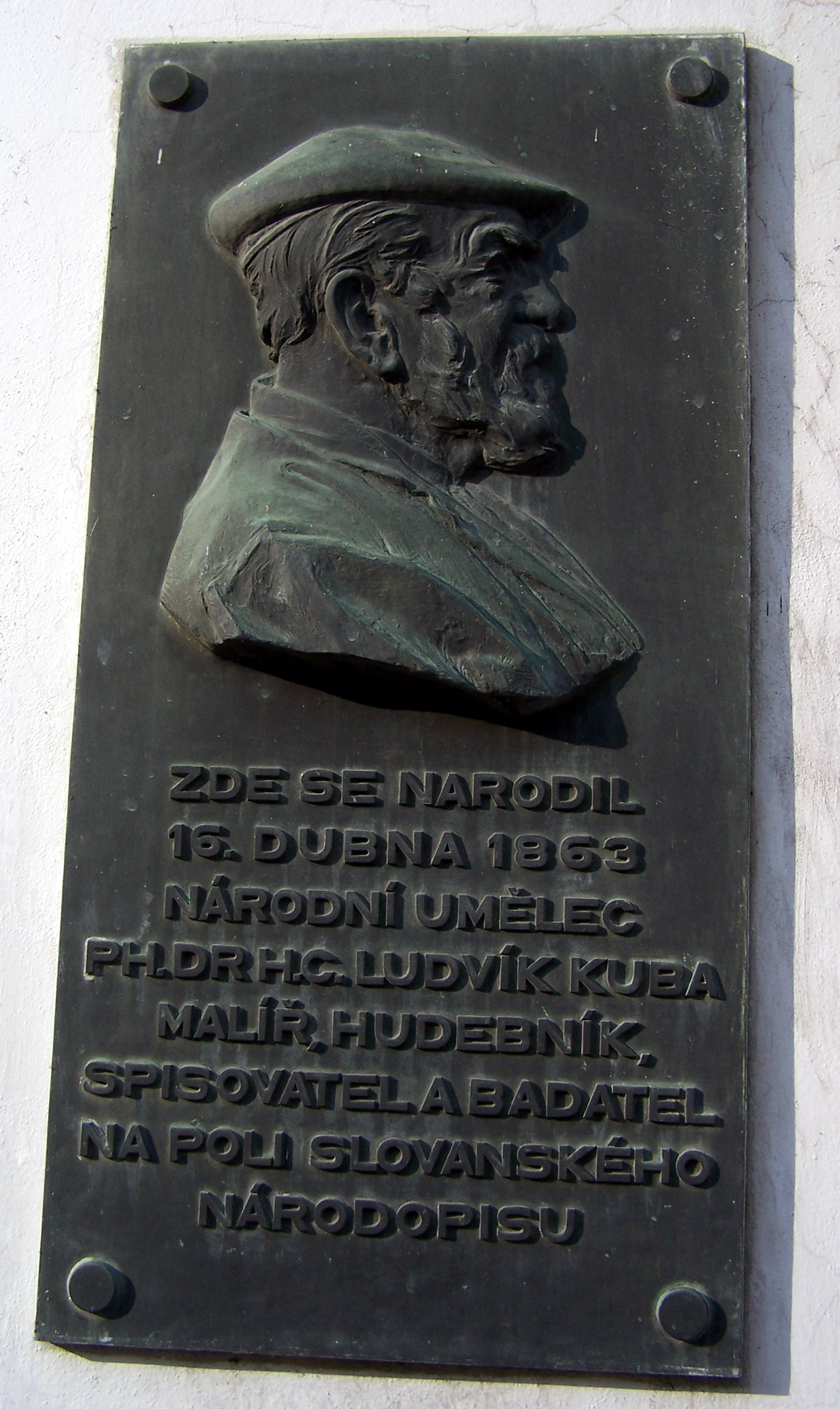
Pamětní deska v Poděbradech v místě, kde stával Kubův rodný dům.
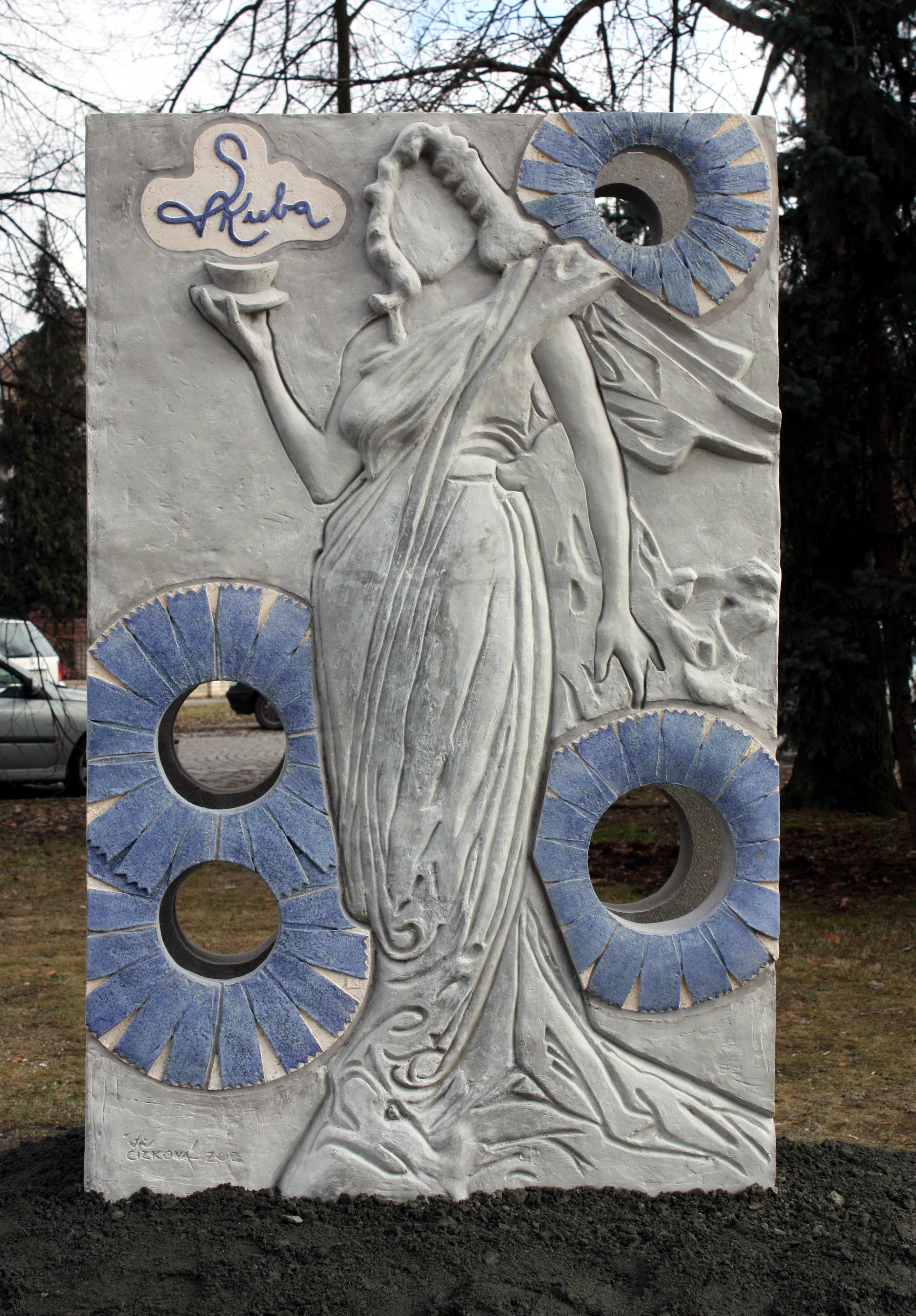
Reliéf na motivy jeho grafiky od sochařky Zuzany Čížkové odhalený v roce 2013 v Kubových sadech v Poděbradech při příležitosti 150. výročí narození.
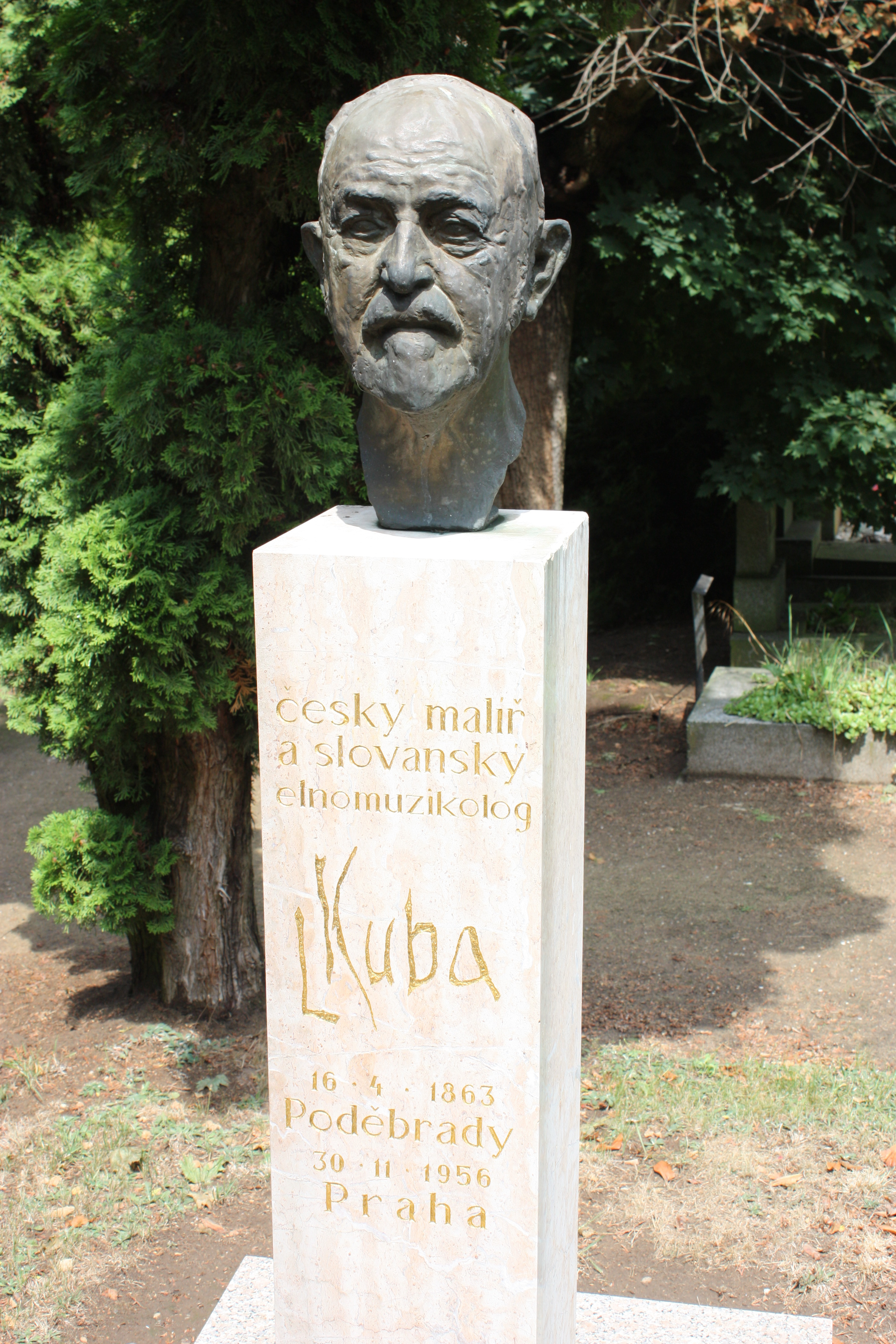
Bysta a náhrobek Ludvíka Kuby na hřbitově v Poděbradech.
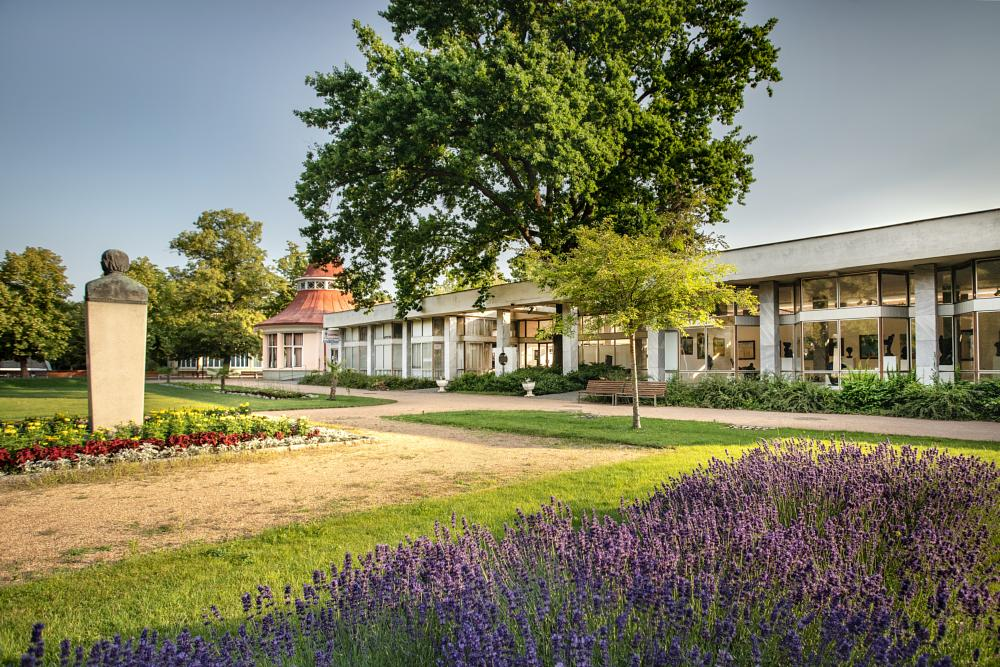
Galerie Ludvíka Kuby Poděbrady
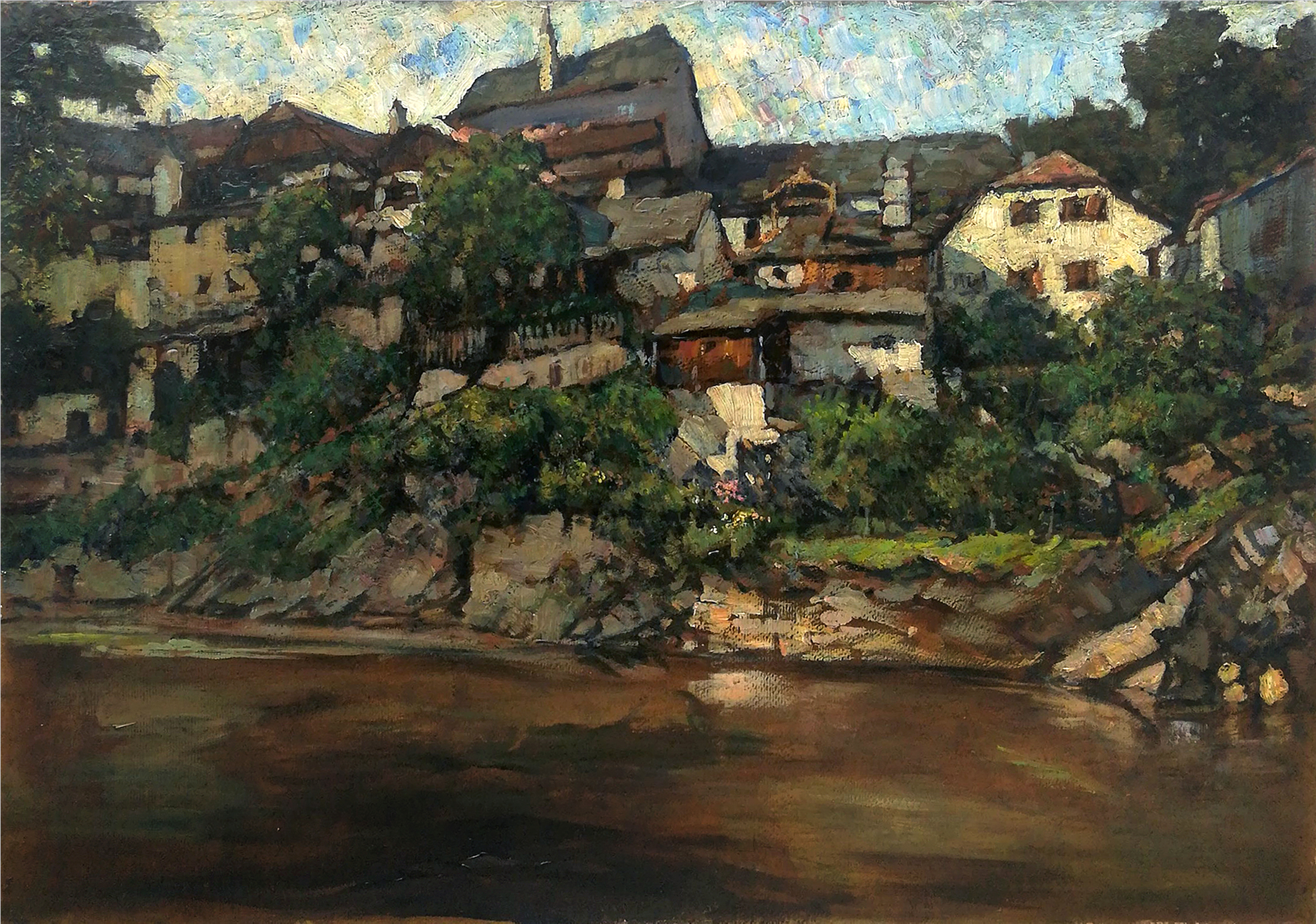
Ludvik Kuba, Český Krumlov - Předměstí 1911